# Bat Choua
Bat Choua (hébreu : בַּת שוּעַ « la fille de Shwa » ; koïnè : Σαυα Saua ou Sava) est un personnage du livre de la Genèse. Alors que la Bible ne lui attribue qu’un rôle de figurante dans le récit de Tamar, elle y devient dans la tradition juive ultérieure une protagoniste secondaire.

## Récit biblique
Fille d’un homme cananéen appelé Choua, elle est prise pour femme par Juda, descendu du haut-pays de Canaan pour s’associer avec Hira l’Adullamite. Elle lui donne trois enfants, Juda appelant le premier 'Er, tandis qu’elle nomme le second Onan et le troisième Chêla (Genèse 38:2-5). Elle meurt après le décès de ses deux premiers enfants (Genèse 38:12).

## Exégèses du récit biblique

### Le nom de Bat Choua
La désignation de l’épouse de Juda en sa seule qualité de « fille de Choua » pourrait relever d’une volonté de la présenter en contraste avec Tamar : cette dernière est nommée mais ses origines sont inconnues alors que la fille de Choua, innommée, est identifiée comme Cananéenne. 
Le Chroniste fait de « Bat Choua » son nom (I Choniques 2:3), dénommant par ailleurs « Bat Choua fille d’Amiel » (I Chroniques 3:5), celle que les livres de Samuel et des Rois appellent Batsheva fille d’Eliam.
La LXX amende quant à elle Genèse 38:2 et 38:12, estimant que Sava est le nom de la fille du Cananéen et non du Cananéen lui-même (elle lit en effet oushema Shoua au lieu d’oushemo Shoua — « et son nom [à lui] était Choua » — peut-être sous l’influence de Genèse 38:6, oushema Tamar). La Vulgate porte cependant « filia suae » (cf. Genesis 38:12).
Le Livre des Jubilés appelle la fille de Choua Betasouël (Jubilés 34:20) ou Bedsouël (Jubilés 41:7). Le Testament de Juda (éditions Artom et Kee mais non Kahana et Charles) suit quant à lui la Septante. Charles signale par ailleurs la variante Anan et en ce cas, son nom serait Anan bat Choua. Le Sefer HaYashar, un midrash apparemment reconstitué ou compilé au Moyen Âge, donne quant à lui le nom d’Ilit bat Choua. 
Si Bat Choua/Chewa est l’équivalent de Bat Cheva comme l’écrit le Chroniste, ce nom signifierait « figue » tandis que Tamar désigne une autre plante typique de la région ou son fruit, la « datte ». La plupart des interprètes font cependant dériver Chouwa d’un terme proche, chowa, mis en parallèle avec nadiv (« noble ») dans Isaïe 32:5 ou ashir (« riche ») en Job 34:19. C’est probablement cette interprétation, peut-être associée à une autre tradition qui fait des Cananéens des hommes notables (d’après Isaïe 23:8), qui rend compte de la transformation de Choua en un homme riche et notable. Le Testament de Juda en fait même le roi d’Adullam et l’appelle Bar (ou Ben) Sava, roi d’Adullam (apparemment d’après Βαρσα, roi de Gomorrhe - Genèse 14:2).

### Bat Choua la Cananéenne
Les parallèles entre le chapitre 38 de la Genèse et le livre de Ruth pourraient indiquer que son auteur considérait Tamar comme une étrangère désireuse de s’attacher au peuple d’Israël et la cananéité de la fille de Choua traduirait son refus d’en faire de même. Cette particularité contribuera à donner dans la littérature post-biblique une épaisseur à une femme réduite dans la Bible à son rôle reproducteur et à une rapide mention funéraire.
Mentionnée sans commentaire dans le livre de la Genèse, l’origine cananéenne de l’épouse de Juda est interprétée de deux manières fort différentes dans la Bible :
- d'une part, l’union aux Cananéennes est condamnée à deux reprises dans le livre de la Genèse (Genèse 24:3 & 28:6-8). Les ressemblances textuelles entre Genèse 38 et Juges 14-16 (où il est question non d’une Cananéenne mais d’une Philistine) s’arrêtent lorsqu’il est indiqué que l’attrait de Samson pour une étrangère venait de Dieu, afin de confronter les Philistins. Pour le prophète Malachie qui reproche aux Judéens revenus à Sion d’avoir ramené de Babylone des conjointes non-juives, c'est peut-être Juda même qui aurait  profané ce qui est sacré devant Dieu en épousant cette étrangère, et c’est pour cette raison que ses fils Er et Onan meurent (Malachie 2:11-12).
- D’autre part, la Bible indique dans la descendance de Siméon son fils Saül, né des amours de son père avec une Cananéenne innommée (Genèse 46:10), sans commentaire particulier. Elle donne par ailleurs de nombreux exemples d’unions avec des étrangères, dont Abraham et Ketoura, Moïse et Çippora, Mahlon et Ruth la Moabite, David et Maaca sans émettre de jugements, et le Chroniste semble les considérer avec bienveillance[11].

La position hostile semble avoir prévalu dans l’ensemble des interprétations juives post-bibliques. Le livre des Jubilés, rédigé vers le IIe siècle avant l’ère chrétienne, rappelle l’origine cananéenne des épouses de Juda et Siméon avec insistance. En outre, Siméon prendra finalement une seconde femme, araméenne comme celle de ses frères, ce qui traduit toute la désapprobation de l’auteur des Jubilés pour les unions mixtes en général, et avec les Cananéennes en particulier. Juda aurait sincèrement voulu marier Chêla à Tamar et ce serait Bedsouël qui aurait empêché cette union, mourant de ce fait (Jubilés 41:7-9). Le péché de son fils aîné Er, qui se rend par là même mauvais aux yeux de Dieu, aurait été son refus de s’unir à Tamar l’Araméenne car il aurait souhaité pour lui une femme dans la famille de sa mère (Jubilés 41:2). 
Le Testament de Juda fait de cette union l’une des deux grandes fautes de Juda (l’autre étant son union certes involontaire avec Tamar) : elle a eu lieu parce qu’un esprit de fornication s’était emparé de Juda en réponse à ses remontrances envers son frère Reuben. À la suite de sa victoire sur diverses armées locales, Juda est introduit par son berger Hiram l'Adullamite à la cour du roi Bar Sava d'Adullam. C'est alors qu'égaré par sa jeunesse, ébloui par ces richesses et étourdi par son ivresse, il est marié par le roi à Bat Choua. Il regrettera amèrement cette union, contractée sans avoir consulté son père, tandis que Bat Choua éduque ses fils comme des Cananéens (Testament 8:2, 11:1-5).